# Chosen (cómic)
Chosen es una serie limitada de tres números publicada entre febrero y agosto de 2004 por Dark Horse Comics, escrita por Mark Millar y dibujada por Peter Gross. Su trama gira en torno a Jodie, un joven de doce años que descubre ser la reencarnación de Jesucristo. Los tres números fueron reeditados en un compilatorio de tomo único bajo el nombre de American Jesus: Chosen, con el subtítulo de Book I (primer libro).

## Sinopsis
La historia inicia con Jodie Christianson como un adulto de treinta y tres años, relatando los eventos que tuvieron lugar hace unos veintiún años, cuando al haber sobrevivido a un camión que cayó sobre su cabeza descubre que es la reencarnación de Jesús.

## Resumen

### Volumen 1
Jodie y dos de sus amigos faltan a la escuela para ir a buscar una revista pornográfica que otro de sus compañeros dijo haber encontrado a unas cinco millas de la escuela. Mientras pasan por debajo de un puente, el perro de la señora Schiff (llamado Angel) se suelta, cruzándose frente a un camión y provocando que el conductor pierda el control del vehículo. Como resultado, el camión cae del puente sobre el protagonista.

Unas horas después, el Padre Tom O`Higgins les relata a los padres de Jodie cómo fue que el conductor está en pésimas coniciones tras el accidente, mientras que su hijo esta prácticamente ileso. Una empleada del hospital (Usa un gafete con el nombre "Lilly B.") le hace notar lo extraño de su condición, despertando la curiosidad del joven, que prefiere ignorar el episodio y seguir con su vida.

Jodie regresa a clases tras pasar varias semanas en casa de su amiga, Maggie Kane (Viendo películas, ya que ella solía faltar a clases con frecuencia, mientras que Jodie tenía una licencia médica). Antes de irse de la escuela, su profesor lo retiene para hablarle de un examen que el joven dio recientemente. Para sorpresa de ambos, las respuestas de Jodie fueron correctas en cada una de las preguntas, y su profesor (Sabiendo que el joven nunca fue un alumno destacado) lo acusa de hacer trampa. El joven se defiende diciendo que simplemente "Sabía las respuestas de casualidad", cosa que su profesor no cree. Jodie es interrogado por su profesor para comprobar su conocimiento, y este se sorprende al ver que el joven es capaz de responder cualquier pregunta, sin importar su dificultad.

La madre de Jodie es llamada a la escuela para ver como su hijo responde preguntas de diferentes áreas científicas sin dificultad alguna frente a estudiantes y profesores. Su madre se muestra molesta al ver esto y decide llevarse al joven a casa. Una vez allí, ambos mantienen una tensa conversación en el auto. Su madre le habla de la vida de Jesús, haciendo un contraste entre la de su hijo, y tratando de explicarle sutilmente que él es "Especial". Jodie malinterpreta la situación, y erradamente cree ser un mutante. Su madre se sorprende al escuchar esto, y al ver que no puede explicarle a su hijo su condición, lo manda a su cuarto a leer la Biblia.

En este punto de la historia podemos ver por primera vez al Jodie de 33 años (Aunque su cara permanece oscurecida), hablándole a un grupo de personas de vestimenta elegante en una gran habitación, explicándoles como lentamente comenzó a intuir su origen divino. Mientras cita un pasaje de la biblia, al Jodie adulto le informan que su avión está listo para aprtir a Jerusalén, mientras que el joven Jodie de 12 años termina de leer y finalmente entiende que él es Jesús reencarnado que ha vuelto a la tierra.

### Volumen 2
Jodie va a buscar al Padre Tom (quien es ahora el nuevo dueño de Angel) para preguntarle si es posible que él sea la reencarnación de Jesús. El Padre se sorprende al escucar esto, e intenta convencer al joven de que está en un error. Tras discutir sobre las diferentes formas de interpretar la Biblia, Jodie promete olvidarse del asunto (promesa que ni siquiera piensa en cumplir).

Jodie, Maggie y otros de sus amigos van a las afueras del pueblo, donde el joven intenta recrear algunos de los milagros de Jesús (Curando la Miopía de Markie Crittenden, convirtiendo agua en vino y multiplicando panes y peces). La tarde avanza y ninguno de los milagrso de Jodie parece dar resultado. Un joven (al cual llaman Pauly) se molesta y dice que solo pierden su tiempo en tonterías, y justo cuando iba a marcharse, uno de los amigos de Jodie llama su atención a las botellas de agua, que ahora están llenas de vino.

Tras ese día los rumores sobre los milagros de Jodie se esparcieron por el pueblo, aunque bastante exagerados por su pandilla. Al principio los adultos no les pusieron atención, pero con el paso del tiempo los milagros de Jodie dejan de ser un simple rumor y se convierten en milagros (siendo uno de estos el curar completamente la miopía de Marki).

Durante los recreos Jodie se vuelve el centro de atención, impartiendo cultura a sus amigos y compañeros (comparando las diferentes entregas de Star Wars con el Nuevo y Antiguo testamento). También vemos los efectos negativos de su nueva fama: Jodie es atacado por Peter Caldwell en los baños del colegio, siendo rescatado el señor Fremont, su profesor (quién aprovecha la oportunidad para pedirle a Jodie que vaya a ver a su madre, que sufre de cáncer).

Esa tarde en su casa Jodie decide que para estar a la altura de su condición divina debe hacer ciertos cambios en su vida, entre ellos dejar de "Auto-complacerse". Para esto Jodie comienza a leer cómics a modo de distracción. Es también en esta parte de la historia donde habla de la extraña relación entre sus padres, quienes nunca tiene relaciones sexuales.

Mientras Jodie estaba en su cuarto (mirando por la ventana a Maggie, su vecina, mientras se cambia de ropa) es sorprendido por su madre, que le dice que un amigo lo está buscando. Jodie baja y se encuentra con Peter Caldwell en la puerta. Peter amenaza a Jodie con un cuchillo y lo lleva hasta el hospital, donde descubrimos que su padre está en coma (el señor Caldwell conducía el camión que debió ahber matado a Jodie). Peter guarda un gran rencór contra el joven, y el verlo decir que es la reencarnación de Jesús solo lo vuelve más furioso. Jodie es obligado, bajo amenaza de muerte, a entrar al cuarto donde está el padre de Peter y curarlo. Peter espera impacientemente afuera de la habitación mientras trata de contener su ira. Jodie mientras tanto intenta con todas sus fuerzas curar a su padre, mientras reflexiona sobre la amenaza de Peter. Finalmente la puerta de abre, y el señor Caldwell sale caminando y preguntando por su hijo.

Tras ese día Peter su unió a la pandilla de Jodie, y la fama del joven creció hasta llegar a los cansados oídos del Padre O'Higgins, quien se acerca a la pandilla y le pide a Jodie que se suba a su auto. Una vez adentro, el padre intenta convencer al joven de que debe dejar de decir que es Cristo reencarnado, pero el joven cita los diferentes milagros que ha realizado, y le responde que él es la única persona en el pueblo que no cree en Jodie, y que ha perdido la fe en Dios. Jodie lo interroga preguntándole cuando perdió su fe, y menciona varios incidentes tristes en al vida de O'Higgins (como la muerte de su madre o el asesinato de su hermano). El padre le grita a Jodie que cierre la boca y tras insultarlo lo obliga a bajarse del auto. Y mientras Jodie se aleja piensa en los motivos que tendría el Padre para no creer en él. El joven es la prueba viviente de que Dios y el Paraíso existen, y finalmente entiende los temores del Padre: Si el paraíso es real, entonces el Infierno también.

### Volumen 3
Al inicio del volumen, vemos al padre O'Higgins predicando una fe en la cual no cree, en una iglesia casi vacía (irónicamente la gente que todavía va a la iglesia tiene tanta o menos fe que el Padre Tom). Afuera, al contrario, la religión es el principal, si no el único tema del que se habla y Jodie está en el centro de cada conversación.

Jodie va a la casa del señor Fremont para ver a su madre moribunda (tal y como había prometido). El señor Fremont le pregunta si será capaz de curarla, y el joven le contesta que sí, que sería muy fácil pero ese no es su deseo. Jodie le mostró a la mujer lo que le esperaba en el más allá y la madre del Señor Fremont aceptó su destino, y les dice que esa misma noche partirá de este mundo. Jodie baja las escaleras hablándole al señor Fremont de cuan afortunada es su madre y de cuanta dicha tendrá del otro lado. Al llegar abajo se reúne con su pandilla, y cuando salen de la casa se encuentran rodeados por una multitud que alaba a Jodie y reza a su nombre. Ellos se alejan sin problemas mientras Maggie comenta lo molesto que se ha vuelto ser amiga del hijo de Dios.

Luego vemos a un personaje desconocido en Washington, hablando por teléfono con la madre de Jodie. Este hombre le dice que el niño les pertenece y que solo ellos pueden cuidar de él, menosprecia a su madre y le dice que el chico ahora tiene enemigos poderosos, y solo ellos pueden protegerlo.

Luego vemos al padre O'Higgins y al señor Fremont en un bar y descubrimos que son viejos amigos. El profesor le pregunta al padre sobre el asunto de Jodie, y este le contesta que es histeria colectiva, que no lo cree y nunca lo creerá. Pero también dice que la evidencia se vuelve innegable. Ve a gente coja caminando, a ciegos viendo y otros tantos milagros del chico, y el padre se cuestiona su propia fe. Finalmente el señor Fremont le dice que solo hay una cosa que puede hacer: Rezar.
El padre vuelve a su capilla y comienza a rezar con desesperación por una señal. Mientras, Markie Crittenden juega beisball con su visión perfecta (gracias a Jodie). El señor Jess Caldwell conduce junto a su esposa (nuevamente gracias a Jodie), y finalmente Angel, el perro por el cual toda esta historia inició, se encuentra en el patio. Entonces, Markie golpea con fuerza la pelota, Angel la ve y sale corriendo tras ella, para terminar debajo del auto del señor Caldwell.

En casa de los Christianson, Jodie y Maggie se están despidiendo. Según él, una gente que trabaja para la iglesia llamó a su madre y ahora él deberá ir con ellos a viajar por el mundo. Ella le pregunta si cree que, de haberse quedado en el pueblo, ellos habrían sido más que amigos. Jodie dice que sí y se besan, pero Maggie se aparta inmediatamente alegando que sintió un sabor horrible, tanto que quiere vomitar. Jodie cree que tal vez sea porque "No se suponía que hicieran eso". En ese momento tocan el timbre y Jodie se encuentra al padre Tom en la puerta, cargando el cadáver de Angel.

Jodie dice que pongan al perro en la mesa y se aparten pues no quiere que nadie salga herido. Extiende sus manos sobre el animal y es rodeado por luz roja. En ese momento, todos los aparatos eléctricos que hay cerca comienzan a emitir luz roja y luego explotan. Jodie narra todos los efectos que tuvo ese milagro, cortes eléctricos en toda la costa, luces públicas explotando, terremotos, etc. También reflexciona sobre sus motivos para salvar al perro, no está seguro de si lo hizo para ayudar o para probarle al padre Tom que sus poderes eran reales.

Cuando termina, Angel se levanta mientras el padre O'Higgins se arrepiente de haber ignorado todas las pequeñas señales que había estado recibiendo,y abraza a Angel.

Un tiempo después llega la hora de partir. Todos sus amigos y conocidos se reúnen frente a su casa cuando llega un Cadillac a buscarlo. En él está la mujer que le habló en el hospital (Lilly B.). Jodie habla de su vida después de eso, de como perdió el contacto con sus padres y de cuan distantes parecen esos días. La mujer, Lilly, le dice que ella tenía razón, y le pregunta si se ha divertido con sus poderes. "Podrías borrar las estrellas del cielo una a una si en verdad lo quisieras", le dice ella. Jodie pregunta a dónde irán, y ella contesta que verán a su padre. "¿Vamos a ver a Dios?" pregunta el chico, y ella responde: "No, niño tonto. ¿Quién te ha dado esa idea?". Ella le dice que Dios es padre suyo tanto como lo es de todo hombre en la tierra, pero su verdadero padre no es otro que Satán.

En ese momento vemos a Jodie de 33 años caminando junto a otras personas mientras termina de contar la historia. Dice que es curioso como creyó que era Jesús siendo que nadie él había dicho eso, pero es la naturaleza humana creer que uno es el protagonista en la historia de su vida. Una de las personas que camina con él pregunta si a Satán le hizo gracia cuando Jodie le contó que creía ser hijo de Dios, y Jodie le contesta que si: Satán se rio y rio mientras lo violó durante siete años en un departamento, tal como lo hizo con su madre hace trece años.

Jodie se pregunta si el verdadero Jesús sabrá que durante un breve momento, él, el Anticristo, creyó ser la reencarnación de Jesús, y dice que al final podrá preguntárselo en persona. Jodie avanza y se prepara para abordar el Air Force One, y descubrimos que el joven creció para convertirse en presidente de los Estados Unidos de América. Jodie se dirige hacia Jerusalén para dar inicio a la batalla final del Apocalipsis, y piensa en que sería agradable hablar con Jesús antes de que la pelea comience, pues según él, ambos tienen mucho en común.

## Personajes
- Jodie Christianson: Narrador y protagonista de la historia. A los 33 años, durante la etapa más importante de su vida, relata a un grupo de personas cómo fue que todo comenzó, en su pueblo de origen hace 21 años.
- Jonah y Marta Christianson: Son los padres de Joadie.
- Padre Tom O'Higgins: Miembro de la Iglesia católica que perdió su fe en Dios después de que el su madre muriera y su hermano fuera asesinado.
- Maggie Kane: Amiga y vecina de Jadie. Es una de las primeras personas en creer en los poderes del joven.
- Señor Fremont: Maestro de Historia de Jodie. En un principio no cree en los poderes de Jodie, pero luego se vuelve un creyente.
- Jess Caldwell: Conduce el Camión que cae sobre Jodie.
- Peter Caldwell: Hijo de Jess Caldwell. Odia a Jodie por decir que es Jesús reencarnado, siendo que su padre quedó en coma tras el accidente.
- Angel: Es el perro que causa el accidente del señor Caldwell.
- Markie Crittenden: Niño míope al que Jodie sana milagrosamente.

- Datos: Q5767295